# CAテクノロジーズ
CA Technologies（シーエー- テクノロジーズ　以下CA）は、ニューヨーク州に本社を置くコンピュータソフトウェア企業。ブロードコムの子会社。1976年、コンピュータ・アソシエイツ (Computer Associates International, Inc.) としてチャールズ・ワングとラッセル・アーツが創設した。CA Technologiesは、分散コンピューティング、仮想マシン、クラウドやパブリック・クラウド、そしてメインフレームからモバイルを含む幅広いプラットフォームに対応したソリューションを提供する業務向けソフトウェアの開発ベンダーである。日本法人は、東京都千代田区に置く。代表取締役社長は、反町浩一郎（そりまち こういちろう）。

## 概要
CA Technologiesはビジネスの変革を継続的に支援する世界最大手の独立系システム・ソフトウェア企業の1社として、フォーチュン・グローバル500の半数を超える企業、グローバル規模の銀行各社の上位20社、25の連邦・政府関係機関などを含む世界の有力企業や組織に対して最先端のITソフトウェアおよびソリューションを継続的に提供している。2014年度（2014年3月末時点）の純利益は44億ドルで、従業員数は全世界で約11,500人。（2016年時点）2010年には、クラウド戦略の一環として、関連するソリューションを有する8社を買収。また、2015年には、セキュリティ、アジャイル、運用・開発分野を強化するために関連する企業3社を買収した。現在、CAは世界で1200件以上の特許を取得し、950件が特許出願中である。米国本社は2006年2月1日にコンピュータ・アソシエイツから CA Inc. に改称した。日本法人は1997年に設立され、2006年5月8日から日本CA株式会社に改称。2018年11月までは大阪にも支社を持っていた。

## 歴史
CAは1976年、チャールズ・B・ワングとラッセル・アーツによってコンピュータ・アソシエイツ (Computer Associates International, Inc.) として設立された。その歴史を通してニューヨーク州に本拠を置いている。
同じコンピュータ・アソシエイツという名前のスイスの会社が開発した CA-Sort というソフトウェアがCAの販売した最初の製品である。1980年、アメリカCAは非常に好調で、スイスCAを買収することとなった。
1981年、株式公開を果たし、現在NASDAQで取引されている。
1990年代初期、急速に拡大するCAは本部をガーデンシティからアイランディアに移転させた。ロングアイラインド高速道路の北に面した場所である。ニューヨーク州からアイランディアの大きな土地区画について無税の提案を受けてのことであった。現在（2016年時点）は本社をマディソン・アベニューに置く。
ワングは会長兼CEOとして20年以上務め、2002年に退職した。後任は長年の同僚サンジェイ・クマールである。
2004年11月、IBM取締役の John Swainson がCEOに任命される。
同年、同社はIngresデータベースをオープンソース化し、MySQLやPostgreSQLよりも強力であると宣伝した。2005年、CAはIngres部門を Ingres Corporation として分離した。
2013年1月には、2010年1月以来CA Technologiesの最高経営責任者を務めていたウィリアム・マクラッケンの後継として、Michael P. GregoireがCEOに任命された。
今日、CAはアメリカ合衆国だけでなく日本を含む世界各国にオフィスがある。例えば、イギリス、ドイツ、フランス、インド、中国、ラテンアメリカ、イスラエル、オーストラリアなどである。

また、2014年、インドのバンガロールには新しくCAインド・テクノロジー・センターを開設。
2014年7月には、CA arcserveデータ保護事業（arcserve）をMarlin Equity Partners社（Marlin社）へ分割譲渡することを発表。
2017年には、ソフトウェア開発のライフサイクルにセキュリティを組み込むためのソリューションを提供するVeracodeの買収を完了。同時に、企業がアジャイル、自動化、インサイト（知見）、セキュリティを活用することによって、デジタル・トランスフォーメーションをいかにして成功に導くかを指し示した『モダン・ソフトウェア・ファクトリ』を提唱。
2018年、ブロードコムにより買収され、その子会社となった。

## ソリューション
CAはソフトウェア業界と市場の変革に対応するため、様々な製品/ソリューションを買収することでポートフォリオの拡充を行ってきた。
- 2017年
  - Veracode
- 2016年
  - Automic
  - BlazeMeter
- 2015年
  - Rally Software
  - IdMlogic
  - Grid-Tools
- 2013年
  - Layer 7 Technologies
  - Norio
- 2011年
  - Trokina Networks
- 2010年
  - Nimsoft
  - 3Tera
  - Oblicore
- 2009年
  - NetQoS
    - Orchestria
- 2008年
  - Eurikify, Inc.
  - IDFocus, LLC.
- 2006年
  - Wily Tech （3億7500万ドル） - CAのアプリケーション管理ソフトウェアを強化する目的で買収
  - Control-F1 Corporation - CAのサービスデスクの強化を目的として買収
  - Cybermation Inc. （7500万ドル、全額現金） - 顧客のワークロード自動化に寄与するため
- 2005年
  - Niku （3億5000万ドル） - IT管理ソリューション
  - Concord Communications （3億5000万ドル） - ネットワーク管理の強化
    - eHealth, Spectrum, netViz などの製品シリーズがある
- 2004年
  - Netegrity （4億3000万ドル） - アクセス制御ソリューションの強化
  - PestPatrol - 対スパイウェア・ソリューションの大手
- 2003年
  - Netreon - SAN Designer 製品
  - SilentRunner
- 2000年
  - Sterling Software
  - Applied Management Systems Inc.
- 1999年
  - Platinum Technology International （35億ドル)
- 1998年
  - QXCOM
- 1997年
  - AI Ware, Inc.
  - Avalan Technology, Inc.
- 1996年
  - Cheyenne Software - ARCServeストレージ製品